# Мелик-Асланов, Худадат-бек Ага оглы
Худадат-бек Ага-бек оглы Мелик-Асланов (азерб. Xudadat bəy Ağa bəy oğlu Məlik-Aslanov; 6 [18] июня 1879, Тайнаг, Кавказское наместничество — 23 июля 1935, Баку) — азербайджанский государственный и политический деятель, инженер-педагог. 
Был членом Закавказского сейма и Национального совета Азербайджана. Был депутатом парламента и министром путей сообщения Азербайджанской Демократической Республики (1918—1920), избирался кандидатом в члены АзЦИКа (1926—1930).

## Биография
Худадат-бек Мелик-Асланов родился в 1879 году в селе Тайнаг Шушинского уезда в семье внука Мелик-Аслана, основателя рода, наиба Дизакского магала — Агабека.
Учился в Шушинском реальном училище, которое окончил в 1899 году. В 1904 году окончил Петербургский институт инженеров путей сообщения. Обучению Худадат-бека в институте способствовал азербайджанский меценат Гаджи Зейналабдин Тагиев. В институте Худадат-бек получал образование совместно с М. Дахадаевым.
После окончания института некоторое время работал инженером в Управлении по изысканиям железных дорог Вологда — Петрозаводск в Санкт-Петербурге. В 1905 году переехал в Тифлис и работал в Управлении Закавказской железной дороги. Также работал ассистентом начальника дорожной службы в зоне Сурамского перевала.
Руководил строительством вторых путей, гражданских сооружений, узкоколеек на марганцевые рудники Чиатуры.

## Деятельность
Успешно совмещая работу с научной деятельностью, опубликовал в петербургских журналах четыре статьи о проблемах и перспективах технического развития железных дорог. Среди его работ особое значение имеют такие статьи, как “Влияние профиля пути на разрывы поездов”, “Расчет верхнего строения железнодорожного пути”, “Изобретение и внедрение впервые в мире железобетонных шпал” и так далее.  За это ему было присвоено учёное звание профессора.

После Февральской революции в России в 1917 году Худадат-бек Мелик-Асланов был назначен представителем Временного правительства на Закавказской железной дороге (Тифлис).

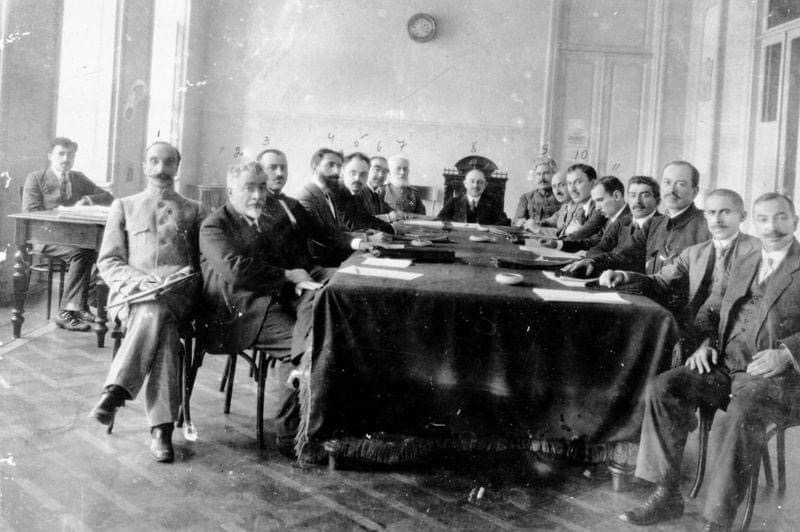
Мелик-Асланов (8-й справа) в составе Совета Министров АДР

Спустя полгода Мелик-Асланова утверждают комиссаром Министерства железнодорожного транспорта Закавказского комиссариата, а в апреле 1918 года — министром железнодорожного транспорта Закавказской Федеративной Республики. После провозглашения Азербайджанской Демократической Республики в 1918 году Худадат-бек Мелик-Асланов вошёл в состав правительства республики. В первом составе правительства республики Худадат-бек Мелик-Асланов — министр железнодорожного транспорта, а также министр почты и телеграфа. Был членом Азербайджанского парламента. Входил во фракцию «Внепартийные».
Худадат бек был «беспартийным», однако идейно являлся сторонником азербайджанской партии «Мусават».
С 11 июня 1919 года был назначен первым заместителем Государственного комитета обороны. В том же году при его непосредственном участии в Баку было открыто училище для подготовки квалифицированных кадров для железных дорог. По его инициативе, людям, работающим на железных дорогах, были увеличены заработные платы. Тем самым количество подходящих паровозов увеличилось на 20% (с 40 до 60%), а вагонов – на 16% (с 4 до 20%). Это привело к поднятию цен на билеты.
11 декабря 1919 года в силу вступил закон об экспорте сырьевого материала, если с него будет отчислено 25% данного вывозимого товара впрок государству.
Шла борьба со спекуляцией валютой, а также неестественным сокращением курса рубля.
Рабочие и служащие были обеспечены продуктами первой необходимости.
В 1919 году Мелик-Асланов возглавил специальную комиссию по разработке проекта перехода азербайджанского языка на латинскую графику.
В 1921 году он стал профессором Азербайджанского политехнического института, занимал также должности декана инженерно-строительного факультета и заведующего транспортным факультетом. В том же году он назначается председателем Азербайджанского комитета государственных сооружений. После упразднения комитета, он назначается председателем секции транспорта и связи Государственного плана республики, а через год — начальником Управления железных дорог ВСНХ республики.
А 1924 году был председателем Промышленной секции и Комиссии по электрификации в Высшем Экономическом Совете АзССР. В 1925 году Мелик-Асланова избрали членом научно-технической секции Государственного ученого совета Наркомпроса, а в 1927 году — членом Высшей арбитражной комиссии при Высшем экономическом совете Азербайджана. В 1928 году Худадат-бека назначили заместителем председателя Высшего технического комитета республики. Под его руководством были начаты работы по строительству Джульфа—Бакинской железной дороги и Сабунчинской электрической железной дороги. В 1929 году Худадат-бек первым поставил вопрос о необходимости строительства в Баку метрополитена. В 1926—1930 годах он состоял кандидатом в члены АзЦИКа.

## Репрессии
Стал подвергаться репрессиям с 1930 года, когда впервые был арестован и заключён в Баиловскую тюрьму. Спустя три года, по поручению Мир Джафара Багирова, Худадат-бек был освобождён. В 1934 году был повторно заключён в тюрьму на 5 лет по обвинению в участии в контрреволюционной организации под названием «Азербайджанский Национальный центр».
Умер 23 июля 1935 года в тюрьме. Похоронен в общей могиле на Чемберекендском кладбище.
Был реабилитирован весной 1959 года (посмертно).